# Hersílids
Els hersílids (Hersiliidae) són una família d'aranyes araneomorfes. Fou descrita per primera vegada per Tord Tamerlan Teodor Thorell l'any 1870.
Destaquen per tenir dues fileres molt prominents que són gairebé tan llargues com el seu abdomen. Per això són anomenades també two-tailed spiders (aranyes de dues cues). Tenen una llargada que va des d'uns 10 mm fins als 18 mm.
Es camuflen molt bé entre els troncs dels arbres. Cacen parant una trampa de seda, posant una lleugera capa de fils de seda sobre l'escorça d'un arbre i esperen ocultes que caigui la presa, generalment un insecte. Quan això passa, dirigeixen les seves fileres cap a la seva presa i fan un cercle al voltant d'ella. Quan el tenen ben immobilitzat li poden injectar el verí.

## Sistemàtica
Segons el World Spider Catalog amb data de 22 de febrer de 2019, aquesta família té reconeguts 16 gèneres i 182 espècies de les quals 78 espècies del gènere  Hersilia. El creixement dels darrers anys és considerable, ja que el 27 de novembre de 2006 hi havia reconeguts 11 gèneres i 145 espècies. La seva distribució és ampla, per tota la zona tropical i subtropical, trobant-se per tot el planeta a excepció de la part septentrional.
- Hersilia Audouin, 1826 (Àfrica, Australàsia)
- Hersiliola Thorell, 1870 (Mediterrani fins a l'Àsia central, Nigèria)
- Iviraiva Rheims & Brescovit, 2004 (Sud-amèrica)
- Murricia Simon, 1882 (Sud-àsia)
- Neotama Baehr & Baehr, 1993 (Amèrica, Sud-àfrica, Índia)
- Promurricia Baehr & Baehr, 1993 (Sri Lanka)
- Tama Simon, 1882 (Espanya, Portugal, Algèria)
- Tamopsis Baehr & Baehr, 1987 (Austràlia, Borneo)
- Tyrotama Foord & Dippenaar-Schoeman, 2005 (Àfrica)
- Yabisi Rheims & Brescovit, 2004 (EUA, Carib)
- Ypypuera Rheims & Brescovit, 2004 (Sud-amèrica)

### Superfamília Eresoidea
Els hersílids havien format part de la superfamília dels eresoïdeus (Eresoidea), juntament amb els ecòbids i erèsids.
Les aranyes, tradicionalment, havien estat classificades en famílies que van ser agrupades en superfamílies. Quan es van aplicar anàlisis més rigorosos, com la cladística, es va fer evident que la major part de les principals agrupacions utilitzades durant el segle XX no eren compatibles amb les noves dades. Actualment, els llistats d'aranyes, com ara el World Spider Catalog, ja ignoren la classificació de superfamílies.